# Alexandru Dincă
Alexandru Dincă   (Bucarest, 18 de desembre de 1945 - Bucarest, 30 d'abril de 2012) fou un jugador d'handbol romanès que va competir durant les dècades de 1960 i 1970.
El 1972 va prendre part en els Jocs Olímpics d'Estiu de Munic, on va guanyar la medalla de bronze en la competició d'handbol. Com a porter va jugar els sis partits. En el seu palmarès també destaquen tres medalles al Campionat del Món, de bronze el de 1967 i d'or el 1970 i 1974.
A nivell de clubs jugà al Știința Bucarest, Rapid Bucarest i Steaua Bucarest, amb qui guanyà nombrosos títols nacionals i la Copa d'Europa de 1968.